# الیزه دلزن
الیزه دلزن (انگلیسی: Élise Delzenne؛ زادهٔ ۲۸ ژانویهٔ ۱۹۸۹) دوچرخه‌سوار اهل فرانسه است.
وی در مسابقات کشوری و بین‌المللی در مجموع برندهٔ ۱ مدال برنز شده‌است.